# حقوق و وظایف شهروندان و دولتمردان
حقوق و وظایف شهروندان و دولتمردان کتابی از سیدجواد ورعی است که در سال ۱۳۸۱ منتشر و در مراسم کتاب سال جمهوری اسلامی ایران به‌عنوان کتاب برگزیده معرفی شد.